# 舍夫琴科韋 (布羅瓦里區)
50°38′44″N 31°2′42″E / 50.64556°N 31.04500°E
舍夫琴科韋（烏克蘭語：Шевченкове）是位於烏克蘭北部的村莊，由基辅州布羅瓦里區的大季梅爾卡市鎮負責管轄。該村始建於1654年，面積4.43平方公里，海拔高度110米，2001年人口3,392，人口密度每平方公里765.7人。